# Grådådra
Grådådra (vetenskapligt namn: Alyssum alyssoides) är en liten ört med gula blommor. 